# Familial
Familial — дебютный сольный студийный альбом английского музыканта Филипа Селуэя, барабанщика альтернативной рок-группы Radiohead. Выпущен 30 августа 2010 года в Великобритании. Альбом содержит десять треков, написанных Селуэем, и совместные работы с другими музыкантами.
1 июля 2010 года Селуэй выложил для прослушивания открывающий трек альбома, «By Some Miracle», на свой незадолго до этого созданный веб-сайт, предоставляя также возможность его бесплатной загрузки в высоком качестве по электронной почте.

## Список композиций
1. «By Some Miracle» — 2:37
2. «Beyond Reason» — 2:52
3. «A Simple Life» — 3:14
4. «All Eyes on You» — 2:31
5. «The Ties That Bind Us» — 3:41
6. «Patron Saint» — 3:27
7. «Falling» — 3:13
8. «Broken Promises» — 3:01
9. «Don’t Look Down» — 5:03
10. «The Witching Hour» — 2:54
11. «Running Blind» (iTunes & Japan Bonus Track)
12. «What Goes Around (Demo)» (Japan Bonus Track)

## Участники записи
- Филип Селуэй
- Лиза Джермано
- Себастьян Стейнберг
- Гленн Коче
- Пэт Сансони